# Game Boy Camera

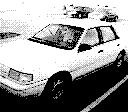
Zdjęcie samochodu Ford Tempo zrobione za pomocą Game Boy Camera.

Game Boy Camera, nazywana w Japonii Pocket Camera (jap. ポケットカメラ Poketto Kamera) – oficjalne akcesorium wyprodukowane przez Nintendo dla konsoli Game Boy i wydane 17 września 1998. Game Boy Camera jest kompatybilna z wszystkimi wersjami konsoli (z wyjątkiem Game Boy Micro). Kamera może robić zdjęcia o rozdzielczości 256x224 (obrazy są skalowane do połowy tej rozdzielczości na urządzeniach z anty-aliasingiem), zdjęcia używają czterokolorowej palety barw konsoli Game Boy. Długość ogniskowej to około 50 mm. Kamera jest kompatybilna z urządzeniem Game Boy Printer, dzięki któremu można drukować zrobione zdjęcia na papierze termicznym. Zarówno aparat, jak i drukarka zostały wprowadzone na rynek przez Nintendo głównie dla dzieci w trzech największych regionach gier komputerowych: Japonii, Ameryce Północnej i Europie.
Game Boy Camera pojawiła się na rynku w pięciu wersjach kolorystycznych: niebieskiej, zielonej, czerwonej, żółtej i fioletowej (dostępnej tylko w Japonii). Powstała także złota edycja limitowana The Legend of Zelda: Ocarina of Time, która była dostępna tylko w Stanach Zjednoczonych.
Amerykańska i japońska wersja różniły się nieznacznie od europejskiej. Zawierały zestaw znaczków i obrazków nawiązujących do gier Nintendo, które można było dodać do zrobionego wcześniej zdjęcia.
Game Boy Camera trafiła w roku 1999 do księgi rekordów Guinnessa jako najmniejsza kamera świata. Nintendo planowało wydać następcę dla Game Boy Camera dla konsoli Game Boy Advance, nowa kamera miała nazywać się GameEye, robić kolorowe zdjęcia i mieć możliwość połączenia z konsolą GameCube, by zrobionych zdjęć używać do gry Stage Debut. Kamera ani gra nigdy jednak nie pojawiły się na sklepowych półkach. Game Boy Camera była jedyną kamerą na świecie, której używała konsola przenośna, aż do czasu pojawienia się konsoli Nintendo DSi.